# 宗像卯一
宗像 卯一（むなかた ういち、1915年（大正4年）11月26日 - 生没不明）は、日本のバスケットボール選手。早稲田大学在学中に、1936年ベルリンオリンピックに出場した。

## 経歴・人物
1930年、広島県から満洲（関東州）・大連の大連一中に転校。体操の時間にサッカーを行っていたところ、宮畑虎彦教諭に見いだされ、1931年にバスケットボール部に入部した。
早稲田大学に進学し、バスケットボール部に所属。1936年ベルリンオリンピックに出場した。同時期、早稲田大学バスケットボール部には横山堅七がおり、宗像とともにベルリン五輪、東洋選手権大会（1938年）、東亜競技大会（1940年）で日本代表選手に選出されている。